# Selección de fútbol playa de los Emiratos Árabes Unidos
La selección de fútbol playa de los Emiratos Árabes Unidos es el representativo del país en competiciones oficiales. Ha tenido tres participaciones en la Copa Mundial de Fútbol Playa de FIFA.

## Historia

### Copas del Mundo
La primera participación de los Emiratos Árabes Unidos en la copa mundial de la FIFA tuvo lugar en la edición del 2007, en la que acabó en el último lugar del grupo C sin ganar ningún juego. En el 2008 y 2009, en el que se desempeñó como anfitriona del evento, logró ganar un encuentro ante las selecciones de Camerún e Islas Salomón, respectivamente. En Tahití 2013 no logró ninguna victoria.

### Clasificatorias
La selección de los Emiratos ha conquistado los certámenes clasificatorios de la Confederación Asiática de Fútbol (AFC) para la copa del mundo en el 2007, y 2008. En el 2013 acabó en el cuarto puesto.

### Copa Intercontinental
Como anfitriona de la Copa Intercontinental de Fútbol Playa, los Emiratos han tomado parte en las ediciones del 2011 y 2012, en los que ha obtenido un cuarto y tercer puesto respectivamente.

## Estadísticas

### Copa Mundial de Fútbol Playa FIFA
| Copa Mundial de Fútbol Playa FIFA | Copa Mundial de Fútbol Playa FIFA | Copa Mundial de Fútbol Playa FIFA | Copa Mundial de Fútbol Playa FIFA | Copa Mundial de Fútbol Playa FIFA | Copa Mundial de Fútbol Playa FIFA | Copa Mundial de Fútbol Playa FIFA | Copa Mundial de Fútbol Playa FIFA |
| Año                               | Ronda                             | J                                 | G                                 | G+                                | P                                 | GF                                | GC                                |
| --------------------------------- | --------------------------------- | --------------------------------- | --------------------------------- | --------------------------------- | --------------------------------- | --------------------------------- | --------------------------------- |
| 2005                              | No participó                      | No participó                      | No participó                      | No participó                      | No participó                      | No participó                      | No participó                      |
| 2006                              | No clasificó                      | No clasificó                      | No clasificó                      | No clasificó                      | No clasificó                      | No clasificó                      | No clasificó                      |
| 2007                              | Fase de grupos                    | 3                                 | 0                                 | 0                                 | 3                                 | 13                                | 16                                |
| 2008                              | Fase de grupos                    | 3                                 | 1                                 | 0                                 | 2                                 | 12                                | 14                                |
| 2009                              | Fase de grupos                    | 3                                 | 1                                 | 0                                 | 2                                 | 12                                | 12                                |
| 2011                              | No clasificó                      | No clasificó                      | No clasificó                      | No clasificó                      | No clasificó                      | No clasificó                      | No clasificó                      |
| 2013                              | Fase de grupos                    | 3                                 | 0                                 | 0                                 | 3                                 | 8                                 | 14                                |
| 2015                              | No clasificó                      | No clasificó                      | No clasificó                      | No clasificó                      | No clasificó                      | No clasificó                      | No clasificó                      |
| 2017                              | Fase de grupos                    | 3                                 | 1                                 | 1                                 | 1                                 | 6                                 | 6                                 |
| 2019                              | Fase de grupos                    | 3                                 | 1                                 | 0                                 | 2                                 | 6                                 | 9                                 |
| 2021                              | Fase de grupos                    | 3                                 | 0                                 | 1                                 | 2                                 | 9                                 | 12                                |
| 2023                              | Cuartos de final                  | 4                                 | 1                                 | 2                                 | 1                                 | 6                                 | 5                                 |
| Total                             | 8/12                              | 25                                | 5                                 | 4                                 | 16                                | 72                                | 88                                |

### Copa Asiática de Fútbol Playa
| Copa Asiática de Fútbol Playa | Copa Asiática de Fútbol Playa | Copa Asiática de Fútbol Playa | Copa Asiática de Fútbol Playa | Copa Asiática de Fútbol Playa | Copa Asiática de Fútbol Playa | Copa Asiática de Fútbol Playa | Copa Asiática de Fútbol Playa |
| Año                           | Ronda                         | J                             | G                             | G+                            | P                             | GF                            | GC                            |
| ----------------------------- | ----------------------------- | ----------------------------- | ----------------------------- | ----------------------------- | ----------------------------- | ----------------------------- | ----------------------------- |
| 2006                          | Fase de grupos                | 2                             | 0                             | 0                             | 2                             | 7                             | 11                            |
| 2007                          | Campeón                       | 4                             | 4                             | 0                             | 0                             | 21                            | 9                             |
| 2008                          | Campeón                       | 4                             | 4                             | 0                             | 0                             | 18                            | 6                             |
| 2009                          | No participó                  | No participó                  | No participó                  | No participó                  | No participó                  | No participó                  | No participó                  |
| 2011                          | Cuarto lugar                  | 6                             | 4                             | 0                             | 2                             | 19                            | 12                            |
| 2013                          | Tercer lugar                  | 5                             | 4                             | 0                             | 1                             | 23                            | 11                            |
| 2015                          | Quinto lugar                  | 5                             | 3                             | 0                             | 2                             | 20                            | 19                            |
| 2017                          | Subcampeón                    | 5                             | 3                             | 1                             | 1                             | 25                            | 16                            |
| 2019                          | Subcampeón                    | 6                             | 5                             | 0                             | 1                             | 30                            | 10                            |
| 2023                          | Cuarto lugar                  | 6                             | 3                             | 0                             | 3                             | 18                            | 21                            |
| Total                         | 9/10                          | 42                            | 29                            | 1                             | 12                            | 180                           | 116                           |